# 점자

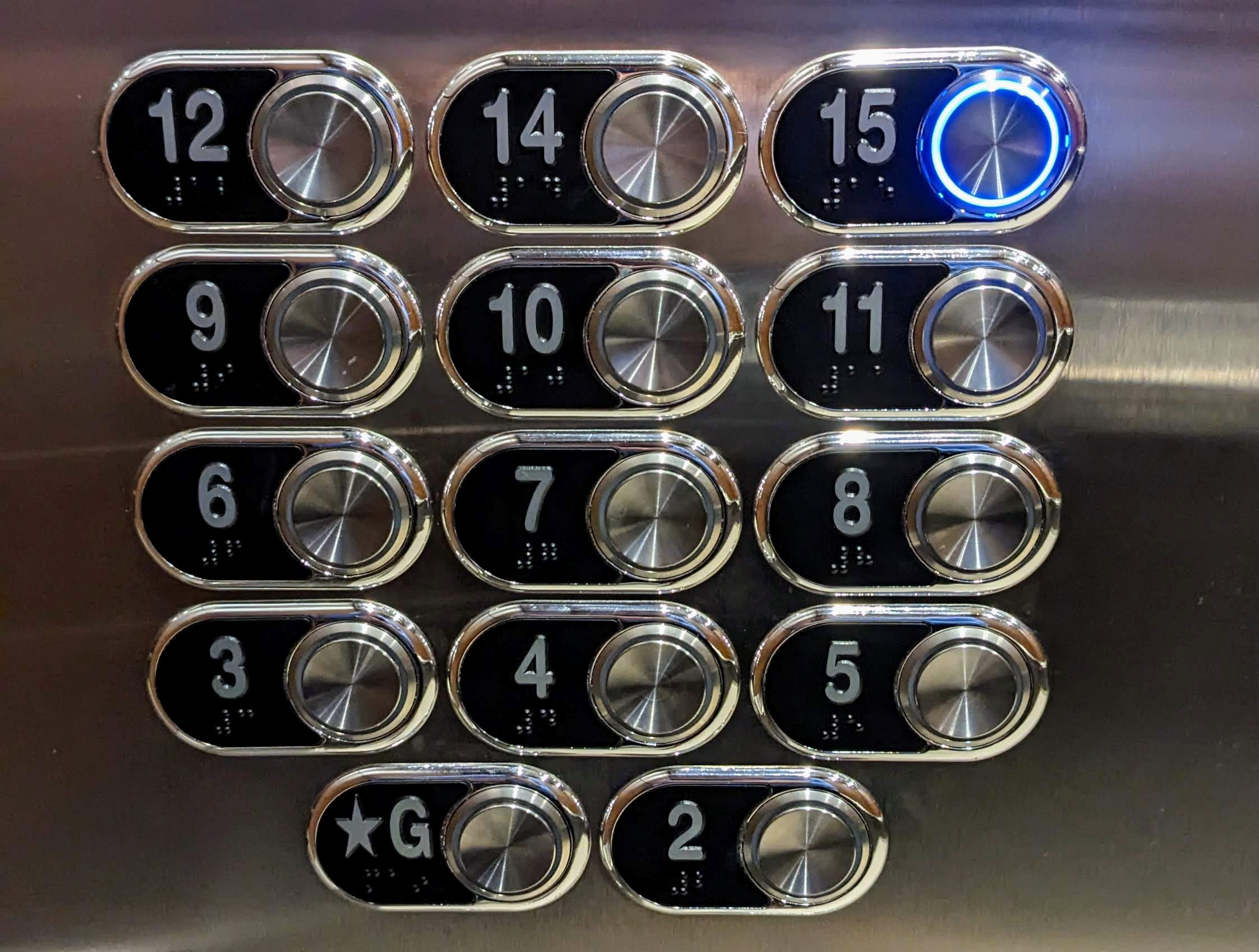
접근성 엘리베이터 점자 계기판

점자(點字, 조선말: 점글자(點글字))는 실명 또는 시각 장애인이 사용하는 촉각 문자이다. 양각된 종이나 컴퓨터 및 스마트폰 장치에 연결되는 재생 가능 점자 디스플레이를 사용하여 읽을 수 있다. 점자는 슬레이트와 스타일러스, 점자 타자기, 전자 점자 기록기 또는 점자 엠보서에 연결된 컴퓨터를 사용하여 쓸 수 있다. 시각 장애인에게 점자는 인쇄된 철자법의 코드가 아닌 독립적인 문자 체계이다.
점자는 어린 시절 사고로 시력을 잃은 프랑스인 루이 브라유가 개발한 것이다. 1824년 15세에 그는 야간 문자를 개선하여 프랑스어 알파벳을 기반으로 점자 코드를 개발했다. 그는 이후 기보법을 포함한 자신의 체계를 1829년에 출판했다. 1837년에 출판된 두 번째 개정판은 현대에 개발된 최초의 이진 형태의 문자였다.
점자 문자는 점자 셀이라고 불리는 3x2 매트릭스에 배열된 6개의 볼록한 점의 조합으로 구성된다. 이 점들의 수와 배열이 문자를 구분한다. 다양한 점자 알파벳은 인쇄된 문자를 위한 전사 코드로 시작되었으므로 매핑(문자 지정 세트)은 언어마다 다르며, 심지어 같은 언어 내에서도 다르다. 영어 점자에는 세 가지 수준이 있다. 비축약식 - 기본적인 문해력을 위해 문자별로 전사하는 방식; 축약식 - 공간 절약 메커니즘으로 약어 및 축약어를 추가하는 방식; 그리고 3급 - 덜 일반적으로 사용되는 다양한 비표준 개인 속기 방식이다.
점자 텍스트(문자, 문장 부호, 축약어) 외에도 선이 단색이거나 점자 점보다 큰 점, 화살표, 글머리 기호로 구성된 양각 삽화 및 그래프를 만들 수도 있다. 완전한 점자 셀은 두 개의 열에 각각 세 개의 점이 배열된 여섯 개의 볼록한 점으로 구성된다. 점 위치는 1번부터 6번까지의 숫자로 식별된다. 어절 공백을 위한 점이 전혀 없는 경우를 포함하여 64가지 조합이 가능하다. 점 구성은 문자, 숫자, 구두점 또는 단어를 나타내는 데 사용될 수 있다.
초기 점자 교육은 시각 장애인의 문해력, 교육 및 고용에 매우 중요하다. 정보를 소리 내어 읽어주는 스크린 리더 소프트웨어를 포함한 새로운 기술의 발전에도 불구하고, 점자는 시각 장애인에게 철자법, 구두점 및 오디오만으로는 접근하기 어려운 쓰여진 언어의 다른 측면에 대한 접근을 제공한다.
일부 사람들은 오디오 기반 기술이 점자의 필요성을 줄일 것이라고 주장했지만, 점자 디스플레이와 같은 기술 발전은 점자를 더욱 접근 가능하고 유용하게 만들었다. 점자 사용자들은 점자가 시각인에게 인쇄물만큼 필수적이라고 강조한다.

## 역사

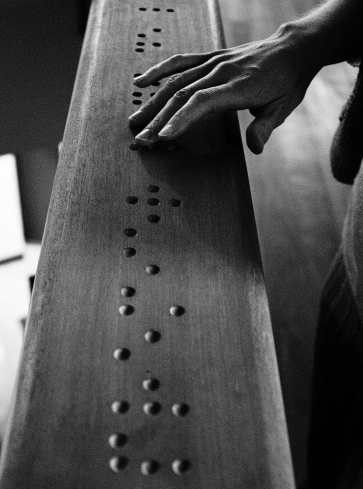
단어 premier(프랑스어로 "첫 번째"라는 뜻)을 읽을 수 있는 점자 코드.

점자는 현재 야간 문자로 알려진 샤를 바르비에가 개발한 촉각 코드를 기반으로 했다. (나중에 "야간 문자"라는 이름이 붙은 것은 병사들이 밤에 빛 없이 조용히 통신하는 수단으로 고려되었을 때였지만, 바르비에의 글에는 이 용어가 사용되지 않으며 원래 더 단순한 형태의 문자와 시각 장애인을 위해 고안된 것임을 시사한다.) 바르비에의 시스템에서는 12개의 양각 점 세트가 36가지 소리를 인코딩하는 데 사용되었다. 브라유는 이 코드의 세 가지 주요 결함을 발견했다. 첫째, 기호가 알파벳 문자가 아닌 음성적 소리를 나타냈으므로 코드가 단어의 철자법을 표현할 수 없었다. 둘째, 12점 기호가 읽는 손가락 패드 아래에 쉽게 맞지 않았다. 이는 전체 기호를 인식하기 위해 읽는 손가락을 움직여야 했고, 이는 읽는 속도를 늦췄다. (이는 바르비에의 시스템이 점의 패턴이 아니라 두 개의 6점 열에 있는 점의 수에만 기반했기 때문이다.) 셋째, 코드에 숫자나 구두점을 나타내는 기호가 포함되어 있지 않았다. 브라유의 해결책은 6점 셀을 사용하고 알파벳의 각 문자에 특정 패턴을 할당하는 것이었다. 브라유는 또한 숫자와 구두점을 나타내는 기호를 개발했다.
처음에는 점자가 프랑스어 알파벳을 일대일로 전사한 것이었지만, 곧 다양한 약어(축약어)와 심지어 표어문자도 개발되어 속기법과 훨씬 유사한 시스템이 만들어졌다.
오늘날 133개 이상의 언어에 대한 점자 코드가 있다.
영어에서는 전통적으로 영어권 국가들 사이에 점자 코드에 약간의 차이가 있었다. 1991년에는 영어권에서 사용되는 점자 코드를 표준화하는 작업이 시작되었다. 통합 영어 점자 (UEB)는 국제 영어 점자 위원회(ICEB)의 7개 회원국과 나이지리아에서 채택되었다.

### 파생
점자는 라틴 알파벳에서 간접적으로 파생되었다. 브라유의 원래 시스템에서 점 패턴은 당시 프랑스 알파벳의 정렬 순서에 따라 글자에 할당되었으며, 발음 구별 기호가 있는 글자와 w는 끝에 정렬되었다.
대부분 임의의 기호로 구성된 인쇄물과 달리 점자 알파벳은 논리적인 순서를 따른다. 알파벳의 첫 10개 문자(a–j)는 위쪽 4개 점 위치를 사용한다. ⠁⠃⠉⠙⠑⠋⠛⠓⠊⠚ (아래 표에서 검은 점). 이는 그리스 숫자와 유사한 알파벳 숫자 체계에서 1–9 및 0의 10개 숫자를 나타낸다 (그리고 히브리 숫자, 키릴 숫자, 아브자드 숫자, 또한 히브리어 게마트리아 및 그리스 아이솦세피를 포함한 파생).
점들은 명확한 순서로 할당되지 않았지만, 가장 적은 점을 가진 셀은 첫 세 글자(및 가장 낮은 숫자)인 abc = 123(⠁⠃⠉)에 할당되고, 이 알파벳 부분의 세 모음인 aei(⠁⠑⠊)에 할당되는 반면, 짝수 숫자 4, 6, 8, 0(⠙⠋⠓⠚)은 직각이다.
다음 10개 문자(k–t)는 각각 a–j와 동일하며, 위치 3에 점이 추가된다(아래 표에서 셀의 왼쪽 아래 모서리에 있는 빨간 점). ⠅⠇⠍⠝⠕⠏⠟⠗⠎⠞:
|     |     |     |     |     |     |     |     |     |     |
| a/1 | b/2 | c/3 | d/4 | e/5 | f/6 | g/7 | h/8 | i/9 | j/0 |
|     |     |     |     |     |     |     |     |     |     |
| k   | l   | m   | n   | o   | p   | q   | r   | s   | t   |
|     |     |     |     |     |     |     |     |     |     |
| u   | v   | x   | y   | z   | w   |     |     |     |     |
다음 10개의 문자(다음 "데케이드")도 동일하지만, 위치 3과 6에도 점이 추가된다(위 표에서 셀의 아래쪽 행에 있는 녹색 점). 여기서는 w가 제외되었는데, 이는 브라유 시대에 공식 프랑스어 알파벳의 일부가 아니었기 때문이다. 해당 데케이드의 프랑스어 순서는 u v x y z ç é à è ù (⠥⠧⠭⠽⠵⠯⠿⠷⠮⠾)였다.
다음 10개의 문자(w로 끝나는)도 동일하지만, 이 시리즈에서는 위치 3에 점 없이 위치 6(위 표에서 셀의 오른쪽 아래 모서리에 있는 보라색 점)이 사용된다. 프랑스어 점자에서는 이들이 â ê î ô û ë ï ü œ w (⠡⠣⠩⠹⠱⠫⠻⠳⠪⠺)에 해당한다. W는 영어에 맞추기 위해 프랑스어 알파벳의 39개 문자 끝에 붙여졌다.
한 점 칸 아래로 이동한 a–j 시리즈(⠂⠆⠒⠲⠢⠖⠶⠦⠔⠴)는 구두점에 사용된다. 최상위 행에만 점이 있는 문자 a ⠁와 c ⠉는 아포스트로피와 하이픈을 위해 두 칸 이동했다. ⠄⠤. (이들은 또한 아래 표에서 왼쪽의 두 번째 및 세 번째 데케이드의 데케이드 발음 구별 부호이다.)
또한, 처음 두 글자(⠁⠃)를 기반으로 점들을 오른쪽으로 옮긴 10개의 패턴이 있다. 이것들은 비프랑스어 문자(ì ä ò ⠌⠜⠬)에 할당되거나, 문자 이외의 기능을 수행한다. ⠈ (위첨자; 영어에서는 악센트 부호), ⠘ (통화 접두사), ⠨ (대문자; 영어에서는 소수점), ⠼ (번호 기호), ⠸ (강조 부호), ⠐ (기호 접두사).
| 데케이드 | 데케이드         |  | 숫자 순서 | 숫자 순서  | 숫자 순서 | 숫자 순서  | 숫자 순서  | 숫자 순서  | 숫자 순서 | 숫자 순서       | 숫자 순서 | 숫자 순서       |  | 오른쪽 이동 | 오른쪽 이동 |
| -------- | ---------------- |  | --------- | ---------- | --------- | ---------- | ---------- | ---------- | --------- | --------------- | --------- | --------------- |  | ----------- | ----------- |
| 1st      |                  |  |           |            |           |            |            |            |           |                 |           |                 |  |             |             |
| 2nd      | ' (아포스트로피) |  |           |            |           |            |            |            |           |                 |           |                 |  |             |             |
| 3rd      | - (하이픈)       |  |           |            |           |            |            |            |           |                 |           |                 |  |             | # (숫자)    |
| 4th      | 대문자           |  |           |            |           |            |            |            |           |                 |           |                 |  | . (소수점)  |             |
| 5th      | 아래로 이동      |  | , (쉼표)  | ; (쌍반점) | : (쌍점)  | . (마침표) | ? (물음표) | ! (느낌표) |           | “ (따옴표 열기) | * (별표)  | ” (따옴표 닫기) |  |             |             |
첫 네 데케이드는 숫자 순서가 데케이드 점을 추가하여 확장된다는 점에서 유사하지만, 다섯 번째 데케이드에서는 아래로 이동시켜 확장된다.
원래는 9개의 데케이드가 있었다. 5번째부터 9번째 데케이드까지는 점 외에도 대시를 사용했지만, 일반적인 조건에서 촉각으로 구별하기에는 비실용적임이 입증되어 곧 폐기되었다. 처음부터 이 추가 데케이드는 현재 우리가 숫자 기호(⠼)라고 아는 것을 이전 데케이드에 적용하여 대체할 수 있었지만, 이는 숫자(이전 5번째 데케이드가 1번째 데케이드에 적용된 ⠼로 대체됨)에만 적용되었다. 원래 6번째 데케이드의 최상위 행을 차지했던 대시는 단순히 생략되어 현대 5번째 데케이드를 생성했다. (1829년 점자 참조.)

### 할당
역사적으로 선형 문자 (인쇄물)의 값을 점자에 할당하는 세 가지 원칙이 있었다. 루이 브라유의 원본 프랑스어 문자 값을 사용하는 것; 전사되는 인쇄 알파벳의 정렬 순서에 따라 점자 문자를 재할당하는 것; 점자 쓰기의 효율성을 높이기 위해 문자를 재할당하는 것이다.
국제적인 합의에 따라, 대부분의 점자 알파벳은 ISO 기본 라틴 알파벳의 26개 문자에 대해 프랑스어 정렬 순서를 따르며, 이 26개 문자 이상의 문자를 통일하려는 시도가 있었지만(국제 점자 참조), 예를 들어 독일어 점자에는 여전히 차이가 존재한다. 이러한 통일은 알제리 점자에서 아랍어 알파벳의 정렬 순서와 일치하도록 점자 코드를 숫자로 재할당하여 다른 나라에서 사용되는 값과 거의 관련이 없게 된 것(현대 아랍어 점자는 프랑스어 정렬 순서를 사용함과 비교)과, 초기 미국 영어 점자 버전에서 영어 알파벳 순서와 일치하도록 w, x, y, z 문자를 재할당한 것과 같이 각 국가가 점자 코드를 인쇄 알파벳의 정렬 순서와 일치하도록 재정렬하는 혼란을 피한다. 기본 26개 문자 이외의 문자에 대해 때때로 볼 수 있는 규칙은 점자 패턴의 물리적 대칭을 상징적으로 활용하는 것으로, 예를 들어 n을 뒤집어 ñ에 할당하거나 s를 뒤집어 sh에 할당하는 방식이다. (헝가리어 점자 및 바라티 점자 참조, 이들은 어느 정도 이렇게 한다.)
세 번째 원칙은 빈도에 따라 점자 코드를 할당하는 것이었다. 가장 단순한 패턴(스타일러스로 가장 빨리 쓸 수 있는 것)이 알파벳에서 가장 빈번하게 사용되는 문자에 할당되었다. 이러한 빈도 기반 알파벳은 19세기에 독일과 미국에서 사용되었지만(미국 점자 참조), 점자 타자기의 발명으로 그 장점이 사라졌고, 현대 사용에서는 거의 찾아볼 수 없다. 이들은 텍스트에서 결과적으로 적은 수의 점이 문자의 정렬을 따라가는 데 방해가 되어 브라유의 더 임의적인 문자 할당보다 텍스트를 읽기 어렵게 만드는 단점이 있었다. 마지막으로, 일본어 점자 및 한글 점자와 같이 음절 구성의 더 추상적인 원리에 기반하여 코드를 전혀 숫자로 정렬하지 않는 점자 스크립트도 있다.
텍스트는 때때로 6개의 점이 아닌 셀당 8개의 점으로 작성되어 더 많은 수의 기호를 인코딩할 수 있다.(가드너-살리나스 점자 코드 참조.) 룩셈부르크어 점자는 일반적인 사용을 위해 8점 셀을 채택했다. 예를 들어, 악센트가 있는 문자는 악센트 없는 버전과 8번 점을 사용한다.

## 형태

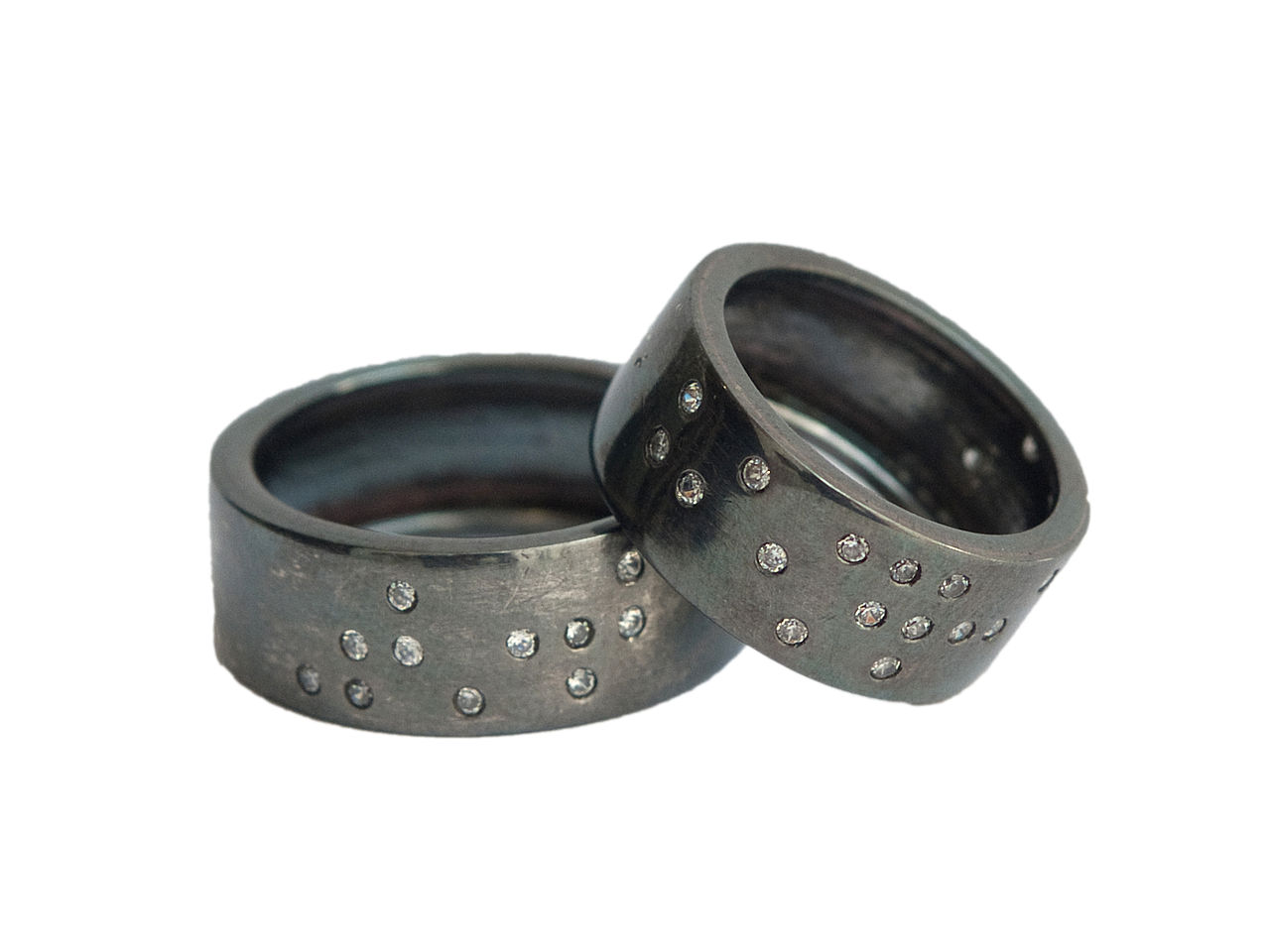
앙리(크)와 티타라는 이름이 점자로 새겨진 은 결혼반지

점자는 이진법 문자 인코딩을 사용한 최초의 문자 체계이다. 브라유가 고안한 시스템은 두 부분으로 구성된다.
1. 프랑스어 알파벳의 문자를 6개의 비트 (단위) 튜플에 매핑하는 문자 인코딩이다.
2. 볼록한 점들로 6비트 문자를 점자 셀에 물리적으로 표현하는 것이다.

개별 셀 내에서 점의 위치는 3개의 위치를 가진 두 열로 배열된다. 볼록한 점은 6개의 위치 중 어느 곳이든 나타날 수 있으며, 점이 전혀 없는 것을 포함하여 64개(26)의 가능한 패턴을 생성한다. 참조 목적으로, 패턴은 일반적으로 점이 볼록하게 나타나는 위치를 나열하여 설명되며, 위치는 왼쪽에서 1부터 3까지, 오른쪽에서 4부터 6까지 위에서 아래로 보편적으로 번호가 매겨진다. 예를 들어, 점 패턴 1-3-4는 왼쪽 열의 상단과 하단, 오른쪽 열의 상단에 3개의 점이 볼록하게 나타나는 셀을 설명한다. 즉, 문자 ⠍ m이다. 수평 점자 텍스트 줄은 보이는 인쇄된 텍스트와 마찬가지로 공백으로 구분되어 한 줄의 점이 위아래 점자 텍스트와 구별될 수 있도록 한다. 인쇄된 스크립트의 문자 세트를 6비트 셀에 매핑하기 위해 점자 코드(또는 코드 페이지)의 다른 할당이 사용된다. 수학 및 음악 표기법을 위한 점자 할당도 생성되었다. 그러나 6점 점자 셀은 공간을 포함하여 64개(26)의 패턴만 허용하므로, 점자 스크립트의 문자는 일반적으로 문맥에 따라 여러 값을 가진다. 즉, 인쇄물과 점자 간의 문자 매핑은 일대일이 아니다. 예를 들어, 문자 ⠙는 인쇄물에서 문자 d와 숫자 4 모두에 해당한다.
단순한 인코딩 외에도 많은 점자 알파벳은 점자 텍스트의 크기를 줄이고 읽기 속도를 높이기 위해 축약어를 사용한다.(축약 점자 참조.)

## 점자 쓰기

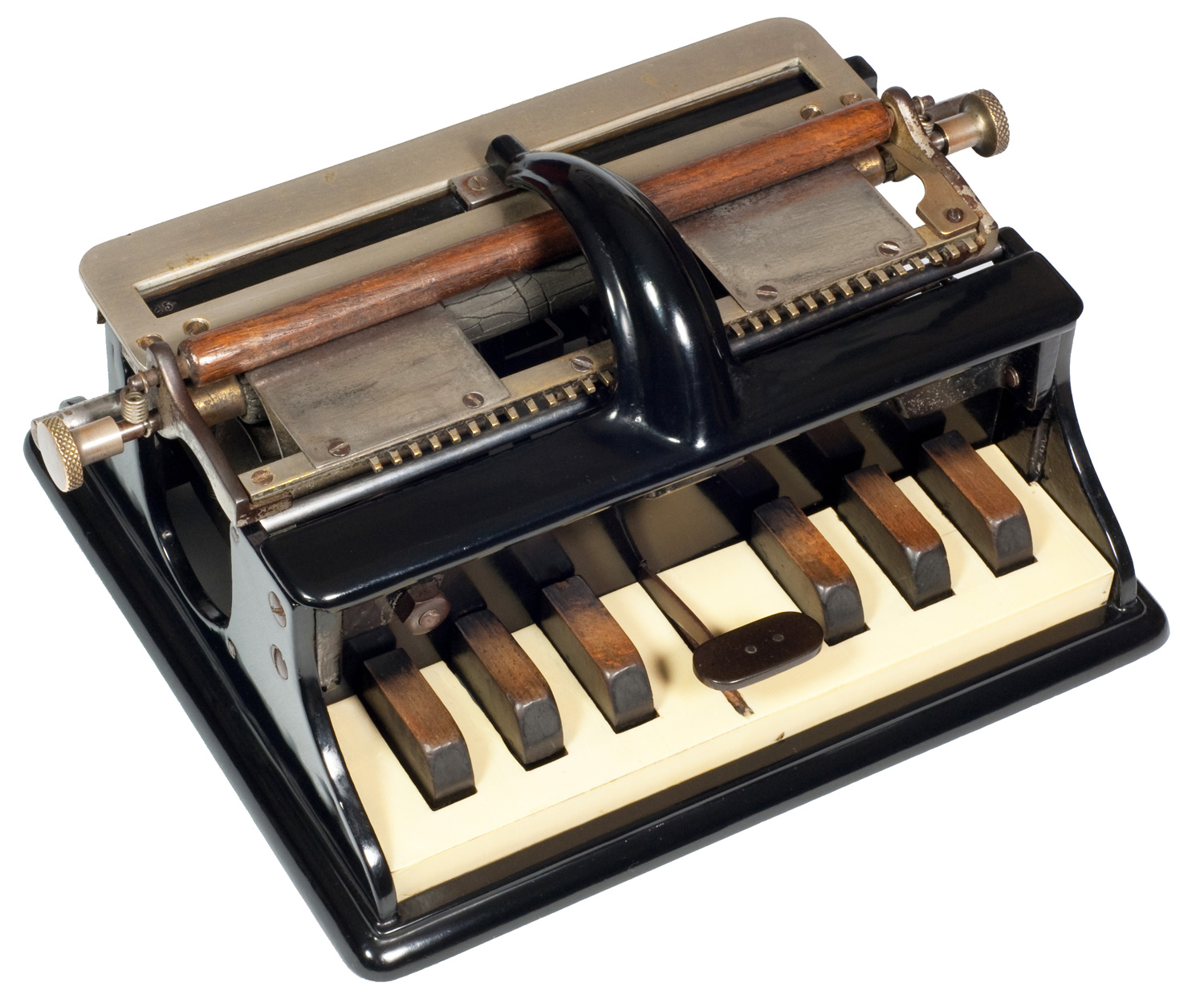
홀 점자 타자기, 모델 1 (1892년)

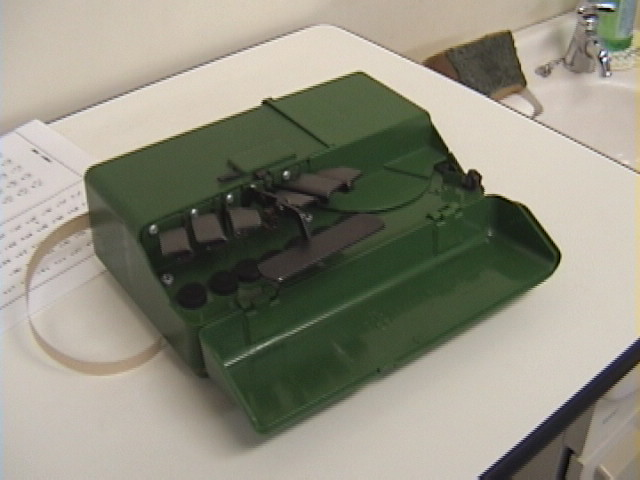
점자 타자기

점자는 슬레이트와 스타일러스를 사용하여 손으로 만들 수 있으며, 이 경우 각 점은 페이지 뒷면에서 거울 이미지로 생성된다. 또는 점자 타자기나 퍼킨스 점자 타자기 또는 전자 점자 타자기나 점자 기록기로 만들 수 있다. 스마트폰을 사용하는 점자 사용자들은 화면에 점자 입력 키보드를 활성화하여 형성하려는 기호의 점 구성에 따라 손가락을 화면에 놓아 장치에 점자 기호를 입력할 수도 있다. 이 기호들은 화면에 자동으로 인쇄물로 번역된다. 점자 쓰기에 존재하는 다양한 도구는 점자 사용자가 특정 작업에 가장 적합한 방법을 선택할 수 있게 한다. 예를 들어, 슬레이트와 스타일러스는 시각인에게 펜과 종이와 같은 휴대용 필기 도구이다. 오류는 점자 지우개로 지우거나 모든 여섯 개의 점(⠿)으로 덮어쓸 수 있다. 인터포인트는 한쪽의 점이 다른 쪽의 점을 형성하는 움푹 들어간 곳 사이에 나타나도록 종이 양면에 점자를 양각하는 것을 의미한다.
컴퓨터나 다른 전자 장치를 사용하여 점자는 점자 엠보서 (프린터) 또는 재생 가능 점자 디스플레이 (화면)로 생성될 수 있다.

### 8점 점자
점자는 특히 점자 엠보서와 재생 가능 점자 디스플레이와 함께 사용하기 위해 8점 코드로 확장되었다. 8점 점자에서는 셀 하단에 추가 점이 추가되어 4점 높이 x 2점 너비의 매트릭스를 이룬다. 추가 점에는 7번(왼쪽 아래 점)과 8번(오른쪽 아래 점)이 부여된다. 8점 점자는 각 문자의 대소문자가 셀에 코딩되고 모든 인쇄 가능한 ASCII 문자를 단일 셀에 인코딩할 수 있다는 장점이 있다. 8개의 점으로 가능한 모든 256개(28)의 조합은 유니코드 표준에 의해 인코딩된다. 6개의 점을 가진 점자는 자주 점자 아스키로 저장된다.

### 문자
첫 25개의 점자 문자, 즉 3번째 데케이드의 절반까지는 a–z(w는 건너뛰고)를 전사한다. 영어 점자에서는 이 데케이드의 나머지 부분이 and, for, of, the, and with와 같은 합자(ligature)로 완성된다. 이 형태에서 3번 점을 생략하면 ch, gh, sh, th, wh, ed, er, ou, ow와 w 문자를 형성하는 4번째 데케이드가 된다.
| ⠡ (braille pattern dots-16) | ⠩ (braille pattern dots-146) | ⠹ (braille pattern dots-1456) |
| ch                          | sh                           | th                            |

(영어 점자 참조.)

### 서식
다양한 서식 표시는 뒤에 오는 문자의 값에 영향을 미친다. 이들은 인쇄물에 직접적인 해당 사항이 없다. 영어 점자에서 가장 중요한 것은 다음과 같다.
| ⠠ (braille pattern dots-6) | ⠼ (braille pattern dots-3456) |
| 대문자 따라옴              | 숫자 따라옴                   |

즉, ⠠⠁는 대문자 'A'로 읽히고, ⠼⠁는 숫자 '1'로 읽힌다.

### 구두점
영어 점자의 기본 구두점은 다음과 같다.
| ⠂ (braille pattern dots-2)   | ⠆ (braille pattern dots-23)  | ⠄ (braille pattern dots-3)   | ⠒ (braille pattern dots-25)  | ⠤ (braille pattern dots-36)   | ⠨ (braille pattern dots-46) |
| 쉼표                         | 쌍반점                       | 아포스트로피                 | 쌍점                         | 붙임표                        | 소수점                      |
| ⠲ (braille pattern dots-256) | ⠖ (braille pattern dots-235) | ⠦ (braille pattern dots-236) | ⠴ (braille pattern dots-356) | ⠶ (braille pattern dots-2356) | ⠌ (braille pattern dots-34) |
| 마침표 (기간)                | 느낌표                       | 따옴표 열기, 물음표          | 따옴표 닫기                  | 괄호 (소괄호)                 | 빗금 (분수)                 |

⠦는 물음표이자 따옴표 열기이다. 단어 앞에 오는지 뒤에 오는지에 따라 읽는 방식이 달라진다.
⠶는 여는 괄호와 닫는 괄호 모두에 사용된다. 공백 및 다른 문자에 대한 상대적 위치에 따라 해석이 결정된다.
구두점은 언어마다 다르다. 예를 들어, 프랑스어 점자는 물음표에 ⠢를 사용하고 따옴표와 괄호 위치를 바꾼다(⠶와 ⠦⠴로). 마침표와 소수점 모두에 (⠲)를 사용하고, 영어 소수점(⠨)을 대문자 표시에 사용한다.

### 축약
점자 축약어는 글자 수를 줄이기 위해 단어와 접사를 줄인 것이다. 예를 들어, 영어 점자에서는 'afternoon'이라는 단어를 세 글자만 사용하여 ⠁⠋⠝ ⟨afn⟩으로 쓰는데, 이는 속기와 매우 유사하다. 또한 사실상 표어문자 역할을 하는 몇 가지 약어 기호도 있다. 이 중 가장 흔한 것은 5번 점으로, 단어의 첫 글자와 결합한다. 문자 ⠍ m과 결합하면 ⠐⠍ mother가 된다. 또한 합자(“축약된” 문자)도 있는데, 이는 점자에서는 한 글자이지만 인쇄물에서는 둘 이상의 글자에 해당한다. 예를 들어, 문자 ⠯ and는 ⠛⠗⠯ grand와 같이 a-n-d가 들어간 단어를 쓰는 데 사용된다.
| ⠁ (braille pattern dots-1) · ⠋ (braille pattern dots-124) · ⠝ (braille pattern dots-1345) | ⠐ (braille pattern dots-5) · ⠍ (braille pattern dots-134) | ⠛ (braille pattern dots-1245) · ⠗ (braille pattern dots-1235) · ⠯ (braille pattern dots-12346) |
| afternoon (a-f-n)                                                                         | mother (점 5–m)                                           | grand (g-r-and)                                                                                |

### 페이지 크기
대부분의 점자 엠보서는 한 줄에 34~40개의 셀을 지원하며, 한 페이지에 25줄을 지원한다.
수동 작동 퍼킨스 점자 타자기는 한 줄에 최대 42개의 셀을 지원하며(여백 조절 가능), 일반 용지는 한 페이지에 25줄을 허용한다.
대형 인터라이닝 스텐즈비(Stainsby)는 한 줄에 36개의 셀과 한 페이지에 18줄을 지원한다.
A4 크기의 마르부르크 점자 프레임은 양면 점자(페이지 양면에 점이 찍히며, 서로 방해하지 않도록 오프셋됨)를 허용하며, 한 줄에 30개의 셀과 한 페이지에 27줄을 지원한다.

### 점자 필기 기계

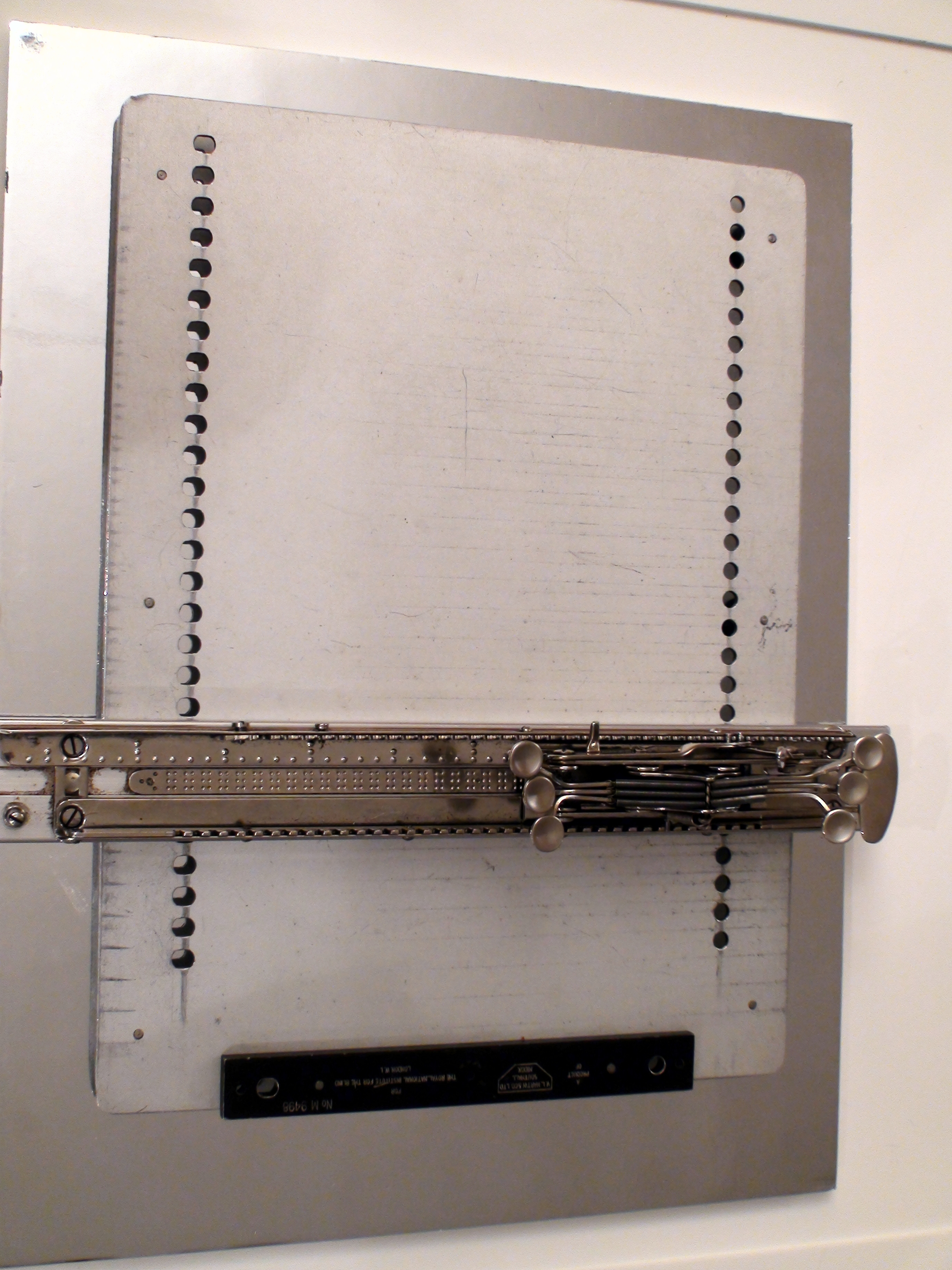
스텐즈비 점자 타자기

점자 필기 기계는 사용자가 일반 하드카피 페이지에 점자를 쓸 수 있도록 하는 6개의 키가 있는 타자기이다.
일반적으로 받아들여진 최초의 점자 타자기는 프랭크 헤이븐 홀(일리노이 시각장애인 학교 교장)이 발명하여 1892년에 대중에게 공개되었다.
1903년 헨리 스테인즈비가 개발한 스테인즈비 점자기는 금속판 위를 움직이는 슬라이딩 캐리지로 점자 문자를 양각하는 기계식 필기 도구이다. 개선된 버전은 1933년경에 도입되었다.
1951년 퍼킨스 시각장애인 학교의 목공 교사 데이비드 아브라함은 보다 발전된 점자 타자기인 퍼킨스 점자 타자기를 제작했다.
점자 프린터 또는 엠보서는 1950년대에 생산되었다.
1960년 MIT의 교수 로버트 맨은 자동 점자 번역을 가능하게 하는 소프트웨어인 DOTSYS를 개발했고, 다른 그룹은 "M.I.T. 브라일엠보스"라는 양각 장치를 만들었다. 로버트 길디아, 조나단 밀렌, 리드 게하트, 조셉 설리반(현 듀스베리 시스템즈 사장)으로 구성된 마이트르 코퍼레이션 팀은 휴대용 프로그래밍 언어로 작성된 최초의 점역 소프트웨어인 DOTSYS III를 개발했다. DOTSYS III는 애틀랜타 공립학교를 위해 퍼블릭 도메인 프로그램으로 개발되었다.
1991년 어니스트 베이트는 마운트배튼 점자를 개발했는데, 이는 점자 용지에 점자를 타이핑하는 데 사용되는 전자 기계로, 워드 프로세싱, 오디오 피드백, 양각 등 여러 추가 기능을 제공한다. 이 버전은 2008년에 지우기 키가 있는 조용한 필기기로 개선되었다.
2011년 데이비드 S. 모건은 텍스트 음성 변환 기능과 입력된 데이터의 디지털 캡처 기능을 추가한 최초의 SMART 점자 기계를 생산했다.

## 점자 읽기
점자는 전통적으로 점자책, 점자 문서(예: 식당 메뉴), 점자 라벨 또는 공공 표지판과 같은 하드카피 형태로 읽힌다. 또한 독립형 전자 장치로 또는 컴퓨터나 스마트폰에 연결된 재생 가능 점자 디스플레이에서도 읽을 수 있다. 재생 가능 점자 디스플레이는 컴퓨터나 스마트폰 화면에 시각적으로 표시되는 것을 점자 기호를 형성하기 위해 위아래로 움직이는 일련의 핀을 통해 점자로 변환한다. 현재 모든 인쇄된 책의 1% 이상이 하드카피 점자로 번역되었다.
가장 빠른 점자 독자들은 가볍게 터치하고 양손으로 점자를 읽지만, 한 손으로 점자를 읽는 것도 가능하다. 손가락은 한 번에 하나의 점자 문자만 읽을 수 있지만, 뇌는 점자를 더 높은 수준으로 덩어리 지어 다이어그램, 어근 또는 접미사를 한 번에 처리한다. 이 처리는 주로 시각 겉질에서 일어난다.

## 문해력

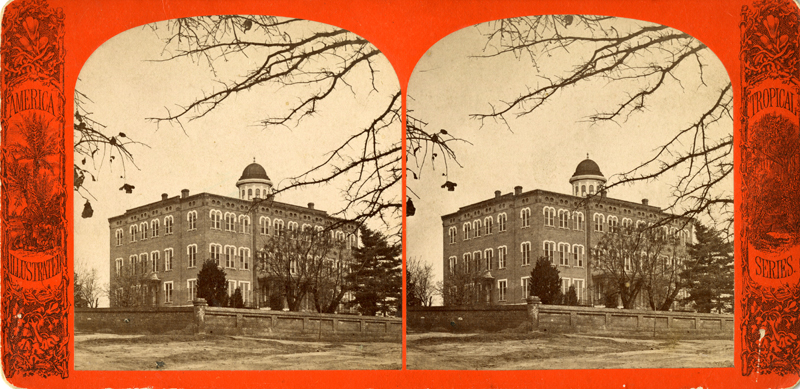
조지아 맹인 학교는 1876년부터 점자 교육과 점자 문해력을 제공해왔다.

시각 장애 아동은 점자 자료에 대한 접근과 같은 필수 도구가 제공되지 않으면 초기 및 고급 교육의 근본적인 부분을 놓치게 된다. 시각 장애 아동은 어릴 때부터 점자 기초 기술을 배우기 시작하여 성장하면서 유창한 점자 독자가 될 수 있다. 시각 아동은 표지판, TV, 책에서 자연스럽게 문어에 노출된다. 시각 장애 아동은 점자가 풍부한 환경에 대한 접근과 주변 세계를 탐험할 기회를 통해 문해력에 대한 동일한 초기 노출을 필요로 한다. 예를 들어, 인쇄-점자 책은 인쇄물과 점자로 텍스트를 모두 제공하며 시각인 부모가 시각 장애 아동에게(또는 그 반대로) 읽어줄 수 있어, 시각 장애 아동이 공식적인 독서 교육이 시작되기 전부터 독서에 대한 초기 사랑을 키울 수 있도록 한다.
나중에 시력을 잃었거나 어릴 때 점자를 배울 기회가 없었던 성인도 점자를 배울 수 있다. 대부분의 경우 점자를 배우는 성인은 시력 상실 전에 이미 인쇄물에 익숙했기 때문에 교육은 점자를 읽는 데 필요한 촉각 및 운동 능력 개발에 더 집중한다.
일부 국가에서는 특정 기관의 독자 중 점자를 요청하는 독자 수를 통계로 발표하지만, 이러한 수치는 점자 문해력 통계의 일부만을 보여줄 뿐이다. 예를 들어, 이 데이터는 점자 독자 전체 인구를 조사하지 않거나, 더 이상 학교 시스템에 없는 독자(성인)나 전자 점자 자료를 요청하는 독자를 항상 포함하지 않는다. 따라서 현재 시각 장애 및 실명 저널에 설명된 바와 같이 점자 문해율에 대한 신뢰할 수 있는 통계는 없다. 점자 독자의 정확한 비율과 관계없이, 점자가 필요한 모든 사람에게 제공되어야 한다는 합의가 있다.
점자 문해력에 대한 접근에 영향을 미치는 여러 요인에는 학교 예산 제약, 스크린 리더 소프트웨어와 같은 기술 발전, 자격을 갖춘 교육에 대한 접근, 시각 장애 아동을 교육해야 하는 방식에 대한 다양한 철학적 관점이 포함된다.
미국에서 점자 문해력의 주요 전환점은 재활법 (1973년)의 통과였다. 이 의회 법률은 수천 명의 맹인 아동을 특수 학교에서 주류 공립 학교로 옮겼다. 공립 학교 중 소수만이 점자 자격을 갖춘 교사를 훈련시키고 고용할 여유가 있었기 때문에 법이 발효된 이후 점자 문해력이 감소했다. 점자 문해율은 이 법안이 통과된 이후 약간 개선되었는데, 이는 부분적으로는 소비자와 옹호 단체의 압력으로 인해 27개 주에서 법적으로 시각 장애 아동에게 점자를 배울 기회를 제공하도록 의무화하는 법안을 통과시켰기 때문이다.
1998년에는 미국에 등록된 법적 맹인 학생이 57,425명이었지만, 그 중 점자를 주된 독서 매체로 사용한 학생은 10%(5,461명)에 불과했다.
초기 점자 교육은 시각 장애 또는 저시력 아동의 문해력에 매우 중요하다. 워싱턴주에서 실시된 연구에 따르면 어린 나이에 점자를 배운 사람들은 어휘력과 이해력을 포함한 여러 영역에서 시각인 또래만큼 잘하거나 더 잘했다. 성인 예비 연구에서는 성인 문해 능력과 고용 간의 상관관계를 평가하면서 점자를 통해 읽기를 배운 참가자의 44%가 실업 상태였던 반면, 인쇄물을 사용하여 읽기를 배운 참가자의 실업률은 77%였다. 현재 미국 내 85,000명의 추정되는 맹인 성인 중 점자 문해 능력이 있는 사람들의 90%가 고용되어 있다. 점자를 모르는 성인 중에서는 33%만이 고용되어 있다. 통계적으로 볼 때, 점자 읽기 능력은 시각 장애 또는 저시력 아동이 학교 환경에서 그리고 나중에 직업 시장에 진출할 때 시각인 또래와 경쟁할 수 있도록 하는 필수적인 기술을 제공한다는 것이 역사적으로 입증되었다.
점자를 읽는 사람들의 정확한 비율에 관계없이, 점자 옹호자들은 점자의 혜택을 받을 수 있는 모든 사람에게 점자에 대한 접근성을 높이는 것이 중요하다고 지적한다.

## 점자 전사

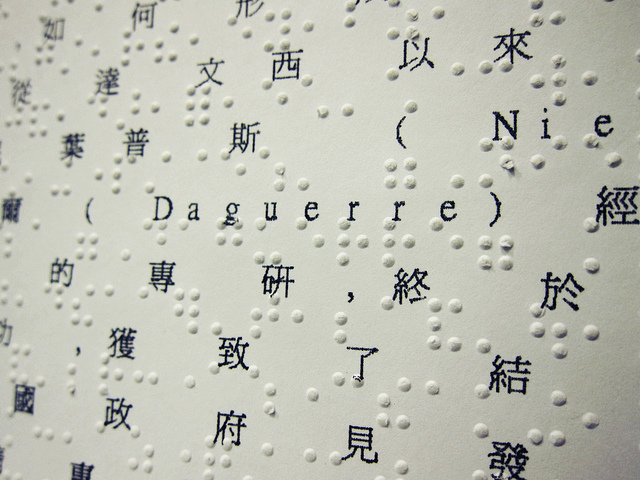
대만 점자 및 해당 중국어 보통화 텍스트. 대부분의 한자를 전사하려면 세 개의 점자 셀이 필요하다.

인쇄물을 단순히 해당 점자 문자로 대체하여 전사하는 것도 가능하지만, 영어에서 이러한 문자별 전사(비축약 점자라고 함)는 일반적으로 초보자나 짧은 읽기 작업(예: 가정용 라벨 읽기)만 하는 사람들이 사용한다.
점자 문자는 인쇄된 문자보다 훨씬 크고, 표준 11 by 11 1⁄2 in (28 by 29 cm) 페이지에는 43자 25줄만 들어간다. 공간을 줄이고 읽기 속도를 높이기 위해 대부분의 점자 알파벳과 정서법은 합자, 약어 및 축약어를 사용한다. 사실상 모든 영어 점자 하드카피(종이) 책은 축약 점자로 전사된다. 미국 국회 도서관의 점자 전사 지침서는 300페이지가 넘으며, 점자 전사자들은 자격증 시험을 통과해야 한다.
비축약 점자는 이전에 1급 점자로 알려졌고, 축약 점자는 이전에 2급 점자로 알려졌다. 비축약 점자는 인쇄 단어를 직접 전사한 것이다(일대일 대응). 따라서 "about"이라는 단어는 비축약 점자에서도 잉크 인쇄와 동일한 모든 문자를 포함한다. 축약 점자는 공간을 절약하기 위한 약어를 포함한다. 따라서 예를 들어, "ab" 문자는 영어 축약 점자에서 "about"이라는 단어를 나타낸다. 영어에서는 일부 점자 사용자들이 비축약 점자만 배우는데, 특히 점자가 가정용 라벨 읽기와 같은 짧은 읽기 작업에 사용되는 경우 그렇다. 그러나 점자를 교육 및 고용 목적과 더 긴 읽기 텍스트에 사용할 계획인 사람들은 종종 축약 점자를 계속해서 배운다.
영어 점자의 축약 시스템은 단일 문자로 축약된 23개의 단어 집합으로 시작한다. 따라서 'but'은 단일 문자 b로, 'can'은 c로, 'do'는 d 등으로 축약된다. 이 간단한 규칙조차도 특별한 경우를 필요로 하는 문제를 생성한다. 예를 들어, d는 특히 동사 'do'의 약어이다. 음계의 음을 나타내는 명사 'do'는 다른 단어이므로 모두 써야 한다.
단어의 일부는 축약될 수 있으며, 이 과정을 규정하는 많은 규칙이 있다. 예를 들어, 2-3-5번 점(점자 셀에서 낮춰진 "f" 문자)을 가진 문자는 단어 중간에 사용될 때 "ff"를 나타낸다. 단어 시작 부분에서는 이 동일한 문자가 "to"라는 단어를 나타낸다. 이 문자는 뒤에 공백 없이 점자로 쓰인다. (이 축약은 통합 영어 점자 코드에서 제거되었다.) 단어 끝에서는 동일한 문자가 느낌표를 나타낸다.
일부 축약어는 인쇄물 형태보다 더 유사한 경우가 있다. 예를 들어, "letter"를 의미하는 축약어 ⟨lr⟩는 "little"을 의미하는 ⟨ll⟩과 두 번째 글자의 점 하나만 다르다. 즉, ⠇⠇ little, ⠇⠗ letter이다. 이는 이 단어들의 점자 철자법 간에 더 큰 혼란을 야기하고 축약 점자를 배우는 과정을 방해할 수 있다.
축약 규칙은 단어의 언어적 구조를 고려한다. 따라서 접두사나 접미사가 추가된 기본 단어의 일반적인 점자 형태를 변경할 경우 축약은 일반적으로 사용되지 않는다. 전사 규칙의 일부는 완전히 성문화되지 않았으며 전사자의 판단에 의존한다. 따라서 축약 규칙이 같은 단어를 여러 가지 방식으로 허용할 경우 "정확한 발음에 더 가까운 축약"이 선호된다.
"3급 점자"는 많은 추가 속기 같은 축약어를 포함하는 다양한 비표준화된 시스템이다. 이들은 출판에는 사용되지 않지만, 개인의 편의를 위해 사용된다.

## 점자 번역 소프트웨어
사람이 점자를 만들 때 이를 점자 전사라고 한다. 컴퓨터 소프트웨어가 점자를 만들 때 이를 점역 소프트웨어라고 한다. 점자 번역 소프트웨어는 전 세계 거의 모든 공통 언어를 처리하며, 수학 (수학 표기법)(예: WIMATS), 음악 (음악 표기법) 및 촉각 그래픽과 같은 많은 기술 분야를 처리할 수 있다.

## 점자 읽기 기술
점자는 시각적 인식이 아닌 촉각적 인식이 사용되는 몇 안 되는 문자 체계 중 하나이므로, 점자 독자는 새로운 기술을 개발해야 한다. 점자 독자에게 중요한 한 가지 기술은 단어를 따라 손가락을 움직일 때 부드럽고 균일한 압력을 가할 수 있는 능력이다. 점자 이해 및 개발에 사용되는 다양한 스타일과 기술이 있지만, B. F. 홀랜드의 연구에 따르면 어떤 특정 기술도 다른 기술보다 우수하지 않다고 한다.
로웬필드 & 아벨의 또 다른 연구는 점자를 "가장 빠르고 가장 잘 ... 양손의 검지 손가락을 사용하여 읽는 학생들에 의해" 읽을 수 있음을 보여준다. 이 연구에서 강조된 또 다른 중요한 읽기 기술은 오른손으로 줄의 끝을 읽고 동시에 왼손으로 다음 줄의 시작을 찾는 것이다.

## 국제적인 통일성

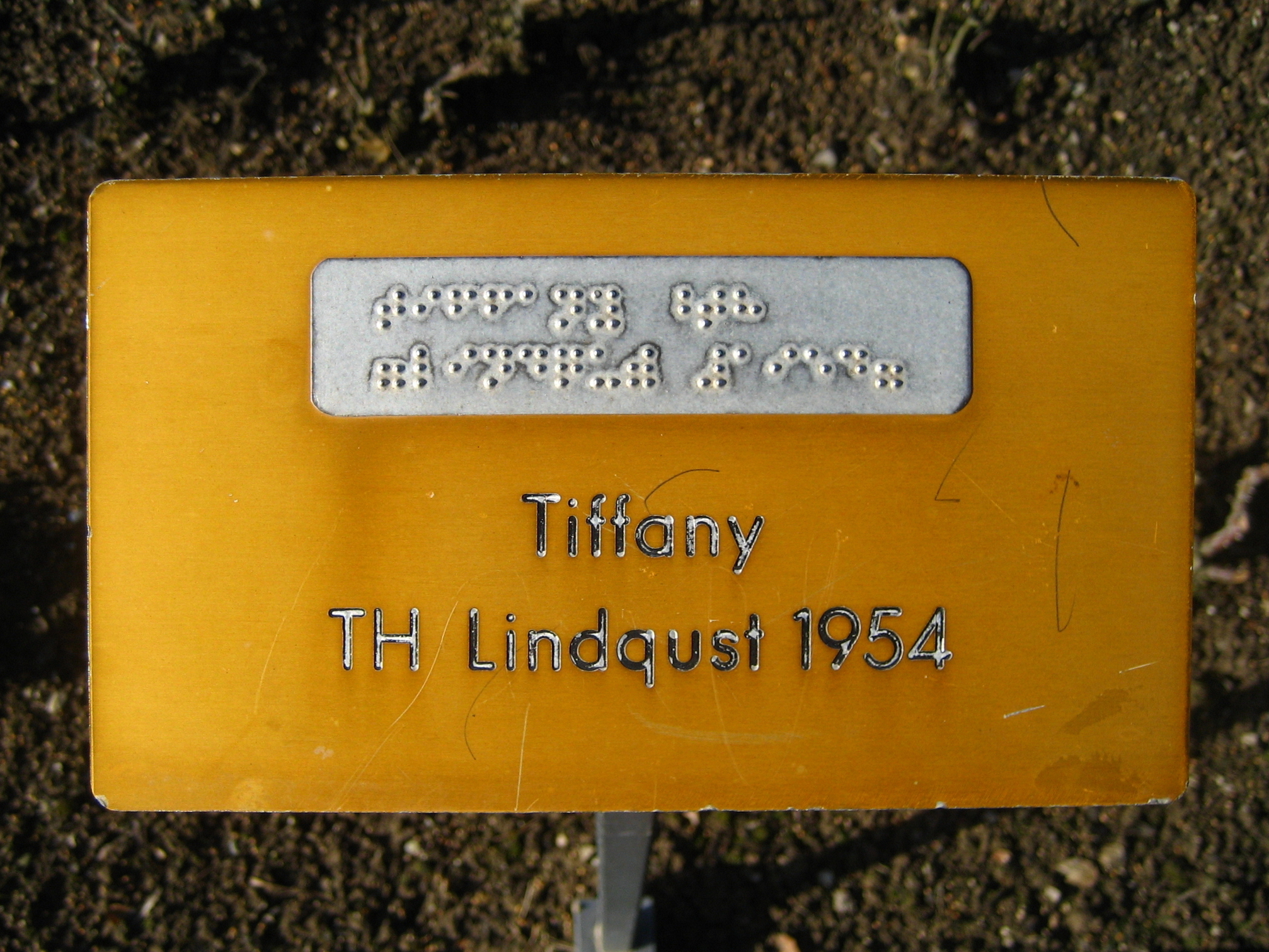
스위스 라퍼스빌의 두프트로젠가르텐에 있는 점자 안내판

점자가 프랑스어 이외의 언어에 처음 적용되었을 때, 고유 알파벳을 프랑스어 알파벳 순서에 매핑하는 방식(예: 영어에서 당시 프랑스어 알파벳에 없던 W는 점자 X에, X는 Y에, Y는 Z에, Z는 첫 번째 프랑스어 악센트 문자에 매핑됨)이나, 흔한 문자가 가장 간단한 점자 패턴으로 표현되도록 알파벳을 완전히 재배열하는 방식 등 여러 방식이 채택되었다. 결과적으로 이러한 상황으로 인해 상호 이해 가능성이 크게 저해되었다. 1878년 파리에서 열린 국제 시각장애인 작업 회의에서는 국제 점자 표준을 제안했는데, 이는 특정 알파벳의 순서가 아니라 음성적 대응 및 라틴어 전사에 기반하여 다른 언어와 문자에 대한 점자 코드를 만들도록 하는 것이었다.
이 통합 점자는 인도와 아프리카 언어, 아랍어, 베트남어, 히브리어, 러시아어, 아르메니아어뿐만 아니라 거의 모든 라틴 문자 언어에 적용되었다. 예를 들어 그리스어에서 γ (g)는 c의 알파벳 위치를 가짐에도 불구하고 라틴어 g로 쓰인다. 히브리어 ב (b)는 알파벳의 두 번째 문자이며 라틴 문자 b와 동계어인데, 때로는 /b/로, 때로는 /v/로 발음되며 그에 따라 b 또는 v로 쓰인다. 러시아어 ц (ts)는 라틴 문자를 사용하는 슬라브어파에서 /ts/에 대한 일반적인 문자인 c로 쓰인다. 아랍어 ف (f)는 역사적으로 p였으며 아랍어 알파벳의 해당 부분(역사적 o와 q 사이)에 있음에도 불구하고 f로 쓰인다.

## 기타 점자 규칙
점자 패턴에 값을 할당하는 다른 시스템들도 간단한 알파벳 순서를 원래 프랑스어 순서에 매핑하는 것 외에도 따른다. 일부 점자 알파벳은 통합 점자로 시작한 다음 대상 언어의 음운론에 따라 상당히 달라지기도 하고, 다른 것들은 훨씬 더 많이 달라지기도 한다.
다양한 중국어 시스템에서 전통적인 점자 값은 초성 자음과 단순 모음에 사용된다. 그러나 중국어 보통화 점자와 광둥어 점자 모두에서 문자는 음절 초성(onset) 또는 음절 종성(rime) 위치에 배치되는지에 따라 다른 읽기 값을 갖는다. 예를 들어, 라틴어 k의 셀인 ⠅는 초성일 때 광둥어 k(광둥어 예일 로마자 표기법 및 다른 현대 로마자 표기법에서는 g)를 나타내지만, 종성일 때는 aak를 나타낸다. 반면 라틴어 j인 ⠚는 광둥어 초성 j를 나타내지만 종성 oei를 나타낸다.
새로운 점자 매핑 시스템에는 한글과 같은 방식으로 점자 셀을 음절 그룹으로 명시적으로 그룹화하는 한국어가 포함되어, 자음의 음절 초성 및 음절 종성 형태를 분리하여 채택한다. 한편, 일본어는 독립적인 모음 점 패턴과 수정 자음 점 패턴을 단일 점자 셀로 결합한다. 이는 각 일본어 모라의 아부기다 표현이다.

## 사용

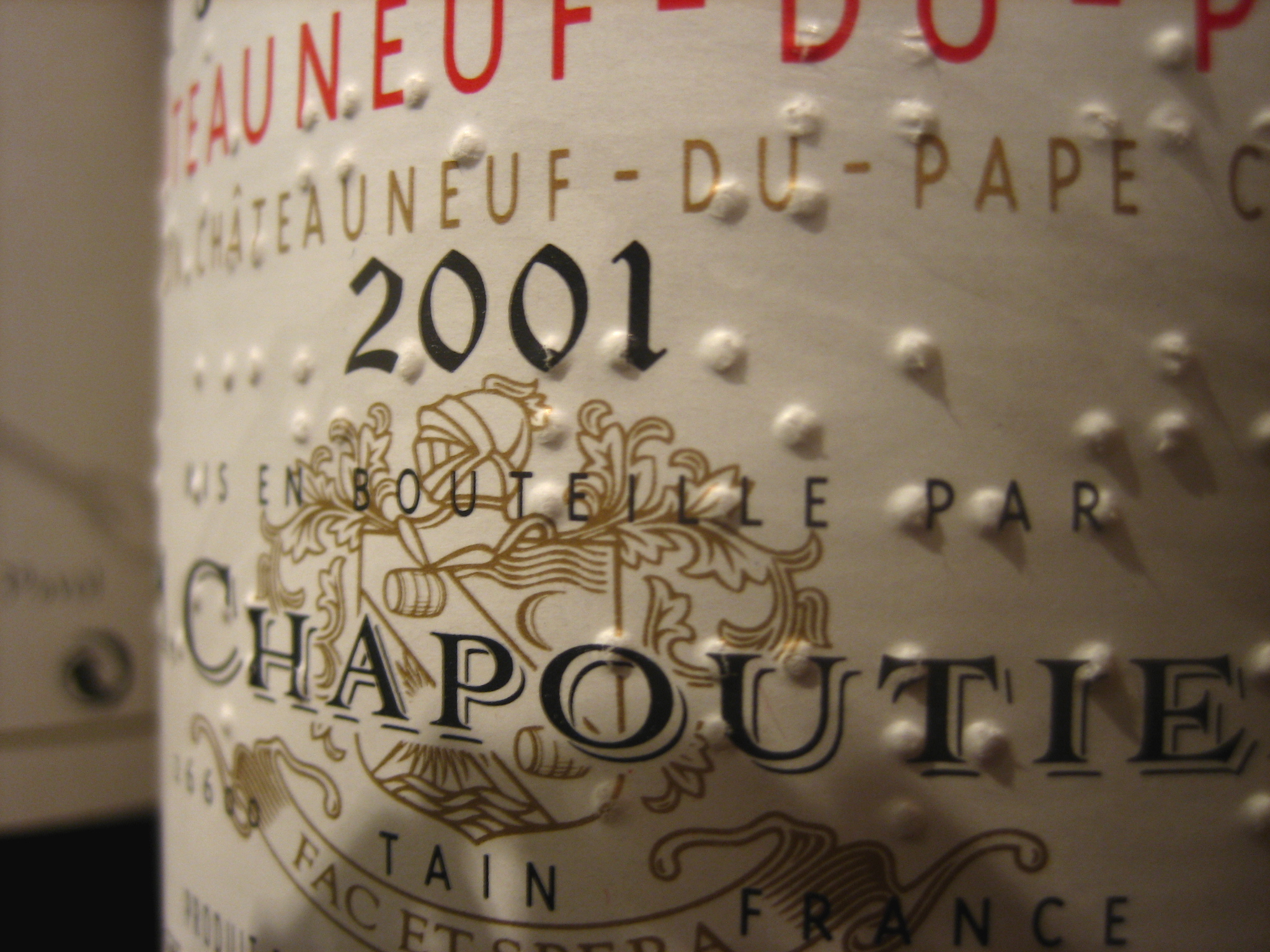
라벨에 점자가 있는 샤프티에 와인 한 병

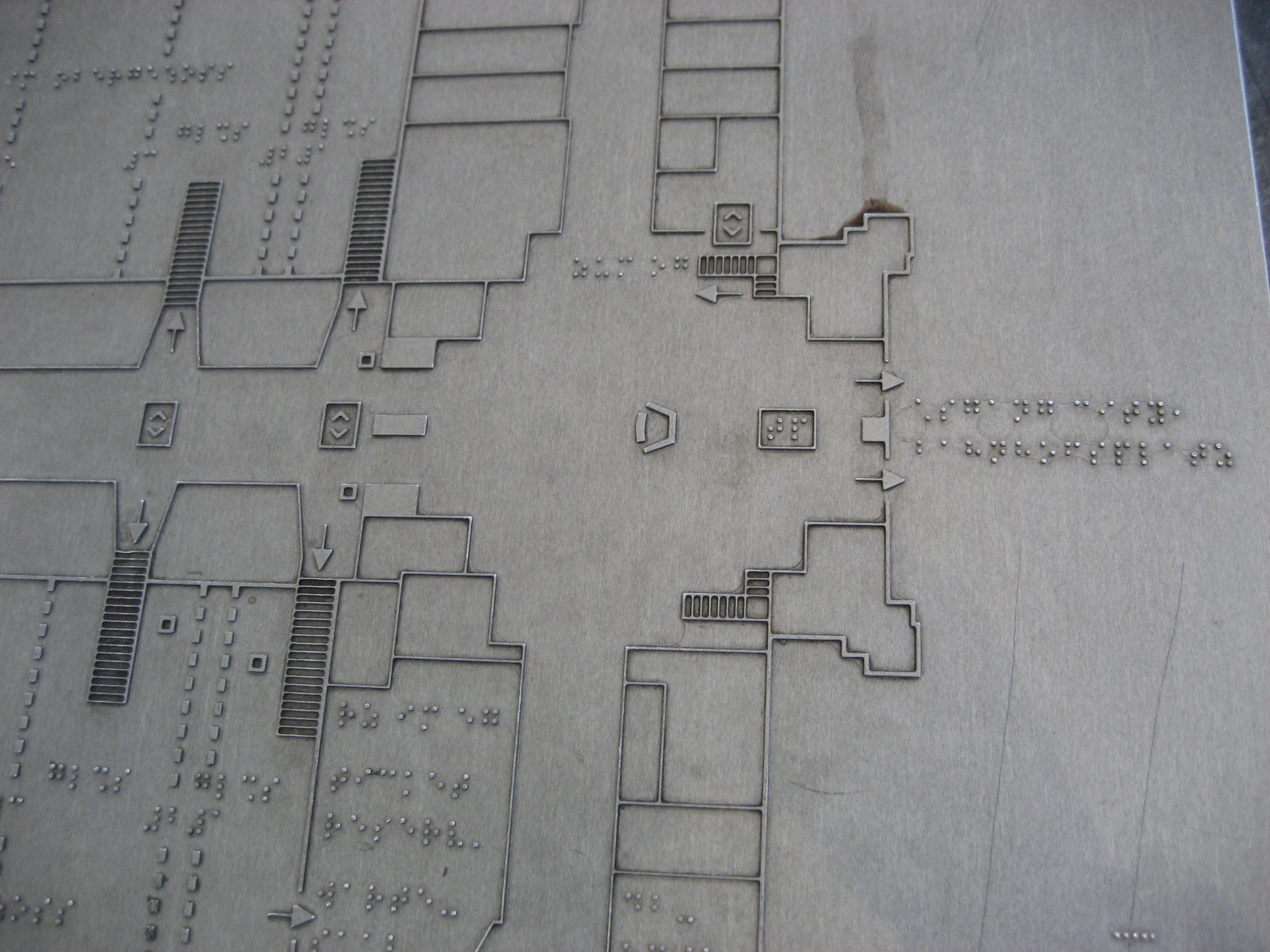
점자 텍스트가 있는 독일 기차역의 양각 지도

점자는 실명, 농맹, 또는 저시력인 사람뿐만 아니라 선천적으로 시각 장애가 있는 사람과 나중에 시력을 잃은 사람 모두가 읽는다. 점자는 신체 장애로 인해 인쇄물을 읽을 수 없는 시각인인 인쇄 장애인도 사용할 수 있다. 심지어 저시력인 사람도 시력 수준이나 상황에 따라(예: 조명이나 색상 대비가 좋지 않을 때) 점자의 혜택을 누릴 수 있다. 점자는 짧은 읽기 작업과 긴 읽기 작업 모두에 사용된다. 짧은 읽기 작업의 예로는 가정용 물품(또는 지갑 속 카드)을 식별하기 위한 점자 라벨, 엘리베이터 버튼 읽기, 전화번호, 요리법, 식료품 목록 및 기타 개인 메모에 접근하는 것이 포함된다. 긴 읽기 작업의 예로는 점자를 사용하여 교육 자료, 소설 및 잡지에 접근하는 것이 포함된다. 재생 가능 점자 디스플레이에 접근할 수 있는 사람들은 점자를 사용하여 이메일과 전자책을 읽고, 인터넷을 검색하고, 다른 전자 문서에 접근할 수도 있다. 점자로 된 카드 놀이와 보드 게임을 개조하거나 구입하는 것도 가능하다.
인도에서는 정보 접근법과 같은 의회 법률이 점자로 발행된 사례가 있다. 북동인도에서는 실헤티 점자가 사용된다.
캐나다에서는 캐나다 교통국의 규정에 따라 항공기, 기차, 대형 페리 및 주간 버스에 점자 승객 안전 정보와 촉각 좌석 열 표식이 의무화되어 있다.
미국에서는 미국 장애인법 (1990년)에 따라 다양한 건물 표지판에 점자가 의무화되어 있다.
영국에서는 의약품 라벨에 의약품 이름이 점자로 표기되어야 한다.

### 통화
현재 캐나다 지폐 시리즈에는 액면가를 나타내는 돌출 점이 있는 촉각 기능이 있어 시각 장애인 또는 저시력인이 지폐를 쉽게 식별할 수 있다. 표준 점자 숫자를 사용하여 가치를 식별하지 않는다. 대신, 점자 독자와 비점자 독자 모두가 쉽게 셀 수 있는 전체 점자 셀의 수가 지폐의 가치를 나타낸다.
멕시코 지폐, 오스트레일리아 지폐, 인도 루피 지폐, 이스라엘 신 셰켈 지폐 및 러시아 루블 지폐에는 시각 장애인 또는 저시력인이 식별할 수 있도록 특수 돌출 기호가 있다.
유로 주화는 실명인 대표 단체들과 협력하여 설계되었으며, 그 결과 촉각만으로 구별할 수 있는 많은 특징을 포함하고 있다. 또한 시각적 모양은 주화에 새겨진 글자를 읽을 수 없는 사람들이 쉽게 구별할 수 있도록 설계되었다. "시각 장애인과 부분 시각 장애인에게 좋은 디자인은 모두에게 좋은 디자인이다"는 1990년대 첫 번째 시리즈 유로 지폐 설계 단계에서 유럽 중앙은행과 유럽 맹인 연합 간의 협력 원칙이었다. 그 결과, 첫 번째 유로 지폐의 디자인에는 몇 가지 특징이 포함되어 실명과 시각 장애인 모두가 자신 있게 지폐를 사용할 수 있도록 돕는다.
호주는 2016년 5달러 지폐에 촉각 기능을 도입했다.
영국에서는 £10 폴리머 지폐(돌출 인쇄가 있는 면)의 상단 왼쪽 모서리에 두 개의 돌출 점 묶음이 있고, £20 지폐에는 세 개가 있다. 이 촉각 기능은 시각 장애인 및 부분 시각 장애인이 지폐의 가치를 식별하는 데 도움이 된다.
2003년 미국 조폐국은 헬렌 켈러 주립 분기 동전을 발행하여 주 딸 헬렌 켈러를 앞면에 기념했으며, 영어 문자와 점자 비문으로 헬렌 켈러의 이름이 포함되었다. 이는 미국 주화 통화에 점자가 사용된 최초의 알려진 사례로 보이지만, 이 유형의 모든 주화에 표준으로 적용된 것은 아니다.

## 유니코드
점자 세트는 유니코드 표준 버전 3.0(1999)에 추가되었다.
대부분의 점자 엠보서와 재생 가능 점자 디스플레이는 유니코드 코드 포인트를 사용하지 않고, 대신 표준 ASCII에 할당된 8비트 코드 포인트를 점자 아스키에 재사용한다. (따라서 간단한 자료의 경우, 동일한 비트스트림이 시각인 독자를 위한 시각적 문자 형태이거나 맹인 독자를 위한 정확한 의미적 등가물인 촉각 패턴으로 동일하게 해석될 수 있다. 그러나 일부 코드는 촉각적 해석과 시각적 해석이 상당히 다르며, 대부분은 점자 아스키에서 정의되지도 않는다.)
일부 엠보서에는 8점 점자 또는 전체 그래픽 모드를 위한 독점 제어 코드가 있는데, 이 모드에서는 점자 셀 사이에 공간을 두지 않고 페이지 어느 곳에든 점을 놓을 수 있어 다이어그램에 연속적인 선을 그릴 수 있지만, 이는 거의 사용되지 않으며 표준도 아니다.
유니코드 표준은 6점 및 8점 점자 문자 기호를 이진 모양에 따라 인코딩하며, 할당된 숫자 순서를 따르지 않는다. 점 1은 유니코드 스칼라 값의 하위 바이트의 최하위 비트에 해당하고, 점 8은 해당 바이트의 상위 비트에 해당한다.
점자 유니코드 블록은 U+2800 ... U+28FF이다. 패턴을 문자 등에 매핑하는 것은 언어에 따라 다르다. 예를 들어 영어의 경우에도 미국 점자와 영어 점자를 참조하시오.

## 관찰
매년 1월 4일은 세계 점자의 날로, 루이 브라유의 탄생을 기념하고 그의 업적을 기리기 위해 국제적으로 기념된다. 비록 공휴일로 간주되지는 않지만, 2019년부터 유엔에 의해 공식적인 기념일로 인정받고 있다.
점자 출범 200주년이 2024년에 기념되었다. 영국에서는 영국 왕립 시각장애인 연구소가 2024년 9월부터 2025년 8월까지 기념 행사를 개최했다.

## 점자 기기
현대에는 재생 가능 점자 디스플레이와 그림, 지도, 그래프, 텍스트 등 다양한 유형의 그래픽 정보를 전송하는 데 다른 기술을 사용하는 점자 전자책과 같이 점자를 사용하는 시각 장애인들의 요구를 충족시키는 다양한 전자 기기들이 있다.

## 같이 보기
유형별 점자
- 한글 점자
- 영어 점자
- 중국어 점자
- 러시아어 점자
- 일본어 점자
- 한자 점자
  - 한점자
  - 6점 한자
- 숫자/연산 점자

기타
- 세계 점자의 날
- 재생 가능 점자 디스플레이